# Ocymyrmex velox
Ocymyrmex velox är en myrart som beskrevs av Santschi 1932. Ocymyrmex velox ingår i släktet Ocymyrmex och familjen myror. Inga underarter finns listade i Catalogue of Life.